# Tukotuko rudawy
Tukotuko rudawy (Ctenomys frater) – gatunek gryzonia z rodziny tukotukowatych (Ctenomyidae). Występuje w Ameryce Południowej, gdzie odgrywa ważną rolę ekologiczną. Siedliska tukotuko rudawego położone są na terenach południowo-zachodniej Boliwii na wysokości 600–4300 m n.p.m. oraz Argentyny. Międzynarodowa Unia Ochrony Przyrody (IUCN) wymienia ten gatunek w Czerwonej księdze gatunków zagrożonych jako gatunek najmniejszej troski i oznacza go akronimem LC.